# Epsilonema cyrtum
Epsilonema cyrtum is een rondwormensoort uit de familie van de Epsilonematidae. De wetenschappelijke naam van de soort is voor het eerst geldig gepubliceerd in 1931 door Steiner.